# アリ・クローフォード
アリ・クローフォード（1991年7月30日 - ）はスコットランドのサッカー選手。ポジションはMF。グリノック・モートンFC所属。

## 経歴
ハミルトン・アカデミカルFCの下部組織で育つ。スコティッシュ・プレミアシップを戦うハミルトンで200試合以上に出場し、31得点をあげたが、2017-18シーズンを最後に退団が発表された。
2018年7月10日、ドンカスター・ローヴァーズFCと2年契約を結んだ。
2019年9月2日、ドンカスターとの契約を解消し、ボルトン・ワンダラーズFCと単年契約を結んだ。2020年6月26日には退団を噂されるも、まもなく新たに2年契約を結んだ。
2021年8月31日、セント・ジョンストンFCに期限付き移籍した。2022年1月3日に完全移籍となった。
2023年2月24日、グリノック・モートンFCにシーズン終了まで期限付き移籍。2024年8月2日に完全移籍となった。